# Herman Tømmeraas
Herman Tømmeraas (Solbergelva, 2 aprile 1997) è un attore, ballerino e modello norvegese. È diventato famoso per aver interpretato Christoffer Schistad nella webserie Skam.

## Biografia
Herman Tømmeraas è nato a Solbergelva, una piccola città a Drammen da Runi e Bjørn Olav Tømmeraas. Ha anche un fratello di nome Teodor. Ha studiato alla Killingrud Ungdomsskole, una scuola privata di arte.

## Carriera

### Recitazione
Tømmeraas ha iniziato la sua carriera attoriale nel 2008, interpretando Kristian nel cortometraggio Arkitektene. Nel 2013 è apparso nella serie Stikk.
A 18 anni ha fatto il provino per la parte di William in Skam, ottenendo però la parte di Chris che lo ha portato al successo internazionale.
Nel 2017 ha recitato e co-prodotto Semester, una serie scandinava. Dal 2020, interpreta Fjor Jutul nella serie di Netflix Ragnarok.